# Gemeentehuis van Dongen
Het gemeentehuis Dongen staat in Dongen in de provincie Noord-Brabant. Het huidige gemeentehuis van Dongen staat aan de Hoge Ham en dateert uit 1857.

## Geschiedenis
In 1685 gaf het Dongens dorpsbestuur opdracht een eigen raadhuis te bouwen. Voor die tijd werd vergaderd in herbergen of gewoon in de open lucht. Het eerste raadhuis was een eenvoudig gebouwtje aan de Kerkstraat van ongeveer 40 vierkante meter. Na twee eeuwen was dit raadhuis hard aan vervanging toe.
In 1857 stelde het Rooms-katholiek kerkbestuur daarom een stuk grond aan de Hoge Ham beschikbaar voor de bouw van een nieuw gemeentehuis. Dit bestond uit een raadkamer, een secretarie, een kabinet -schrijfkamertje-, een wachtkamer, een bergplaats, een cachot -gevangeniscel- en een vestibule. In de loop van de jaren kreeg de gemeente steeds meer taken en in 1910 werd het bestaande gemeentehuis uitgebreid. Van de aangrenzende Laurentiusparochie werd een stuk grond gekocht. Er kwam een uitbreiding en een verdieping op de bestaande bouw. De burgemeester kon nu beschikken over een eigen ruimte en er bleef plaats voor het politiebureau. 
In 1932 bleek het gemeentehuis opnieuw te klein te zijn. Weer toonde het kerkbestuur van de Laurentiusparochie zich bereid een stuk grond af te staan.
Enkele jaren na de voltooiing van de nieuwbouw brak de Tweede Wereldoorlog uit. Het gemeentehuis ondervond hiervan gelukkig nauwelijks schade. Alleen het luidklokje in de toren moest worden ingeleverd. In 1951 werd een nieuw klokje gekocht. In hetzelfde jaar ontwierp Johannes Willemen twee glas-in-loodramen voor het gemeentehuis. Hij deed dit als dank voor de jaren dat hij in het gemeentehuis onderdak had gekregen voor zijn kunstatelier.
Het gemeentehuis is in de jaren zeventig, tachtig en negentig van de 20e eeuw nog enkele keren verbouwd en uitgebreid. 
In 2000 en 2001 heeft er opnieuw een verbouwing uitbreiding plaatsgevonden. Op 26 februari 2002 namen de werknemers van de gemeente hier weer hun intrek. 